# آرزوهای شیرین
آرزوهای شیرین یک مجموعه تلویزیونی ایرانی محصول سال ۱۳۸۶ به کارگردانی سید وحید حسینی، نویسندگی جمیله دارالشفایی به همراه گروه نویسندگان و تهیه‌کنندگی سید وحید حسینی و علیرضا لواسانی می‌باشد که از شبکه اول پخش شد. امیرحسین مدرس تیتراژ این مجموعه را اجرا کرده‌است.

## بازیگران
- آناهیتا همتی
- مریم خدارحمی
- نیلوفر سجادی
- شهرزاد جواهری
- فرید قبادی
- بیژن بنفشه‌خواه
- مریم سعادت
- محسن قاضی‌مرادی
- ارژنگ امیرفضلی
- امیر غفارمنش
- علی صالحی
- جواد عزتی
- خشایار راد
- حمید کاشانی
- غلامرضا نیکخواه
- سیروس میمنت